# Gomphia schoenleiniana
Gomphia schoenleiniana là một loài thực vật có hoa trong họ Ochnaceae. Loài này được Klotzsch mô tả khoa học đầu tiên năm 1857.